# トーンチャン
トーンチャン王はタイのアユタヤ王朝の王の一人。前王であるパグワの子でパグワが崩御したことにより即位。しかしウートーン家とスパンブリー家の争いに巻き込まれ、わずか7日間の間即位したのみで、ラーメースワンに暗殺された。あるいは別の伝承によると、王位を降ろされワット・コークプラヤー（仏教寺院）に出家し難を避けた。